# Нерождённый
«Нерождённый» (англ. The Unborn) — фильм ужасов Дэвида Гойера, к которому сам же написал  сценарий. Одну из ролей в фильме исполняет Гэри Олдмен, который играет раввина, помогающего девушке, которую мучает еврейский злой дух диббук. Диббук стремится использовать её смерть как способ получить физическое обличье. В качестве продюсеров фильма выступают Майкл Бэй и компания Platinum Dunes. Фильм вышел в американский кинопрокат 9 января 2009 года; прокатом фильма в США занималась компания Rogue Pictures.

## Сюжет
Кейси Белдон (Одетт Юстман), находящуюся в депрессии после странного самоубийства матери, преследуют кошмарные видения, в которых к ней является странного вида собака, отвратительные насекомые и злобный ребёнок с мертвенно-бледной кожей и неестественно голубыми глазами, одетый в старомодный костюмчик.
В свободное от учёбы время Кейси подрабатывает няней у соседей. Однажды, уложив детей спать, через рацию (оставленную для связи с малышами) Кейси слышит странные вещи, которые шёпотом произносит один из детей. Поднявшись к ним, она застаёт старшего ребёнка Мэтти, который стоит над колыбелью младшего брата. Мэтти зловещим голосом заставляет младенца смотреть на себя в зеркальце, которое он держит в руках. Когда Кейси приближается к нему, Мэтти неожиданно разворачивается и разбивает зеркальце о её лицо. Мэтти всё тем же голосом говорит странную фразу о том, что «Джамби хочет родиться сейчас». Суеверная подруга Кейси Роми (Миган Гуд), которой она всё рассказала, упоминает про плохую примету, в которой говорится, что младенцам нельзя смотреть на себя в зеркало до года и что если это всё же случилось, то малыш не жилец. Никто не придаёт этому особого значения, но лишь до тех пор, пока не выясняется что младший ребенок соседей действительно умер через несколько дней после этого, просто перестав дышать во сне. Осколок разбитого зеркала ранил глаза Кейси, после чего они начали интенсивно менять цвет. Окулист объясняет ей, что у неё тетрагаметический химеризм и гетерохромия, что встречается крайне редко и в основном у близнецов.
Но Кейси единственный ребёнок в семье. По крайней мере она так думает до последующего разговора со своим отцом, от которого она узнаёт, что у неё всё же был брат-близнец, который умер ещё в чреве матери, из-за того что пуповина Кейси обвилась вокруг его шеи и задушила. И что у брата, имя которому ещё не придумали, было прозвище Джамби. Кейси решает разобраться в оставленных ей матерью вещах и находит газетную заметку о выживших в Аушвице c обведённым именем некой Софи Козмы и старую фотографию со своей матерью и… мальчиком из её кошмаров, отразившемся в зеркале. Поняв, что зловещий ребёнок как-то связан и со смертью её матери и с упомянутой женщиной, Кейси узнаёт, что Софи Козма ещё жива и, захватив с собой подругу, отправляется к ней за разъяснениями. Найдя её в доме для престарелых, Кейси пытается всё прояснить, но приветливая старушка не узнаёт матери Кейси, а только увидев старую фотографию, резко меняется и с криками прогоняет их. Позже Софи звонит Кейси посреди ночи, извиняется за своё поведение, сообщает Кейси, что она на самом деле её бабушка и просит срочно приехать.
Софи рассказывает приехавшей Кейси о том, что мальчик, преследующий её, не кто иной, как диббук, злой дух из еврейских преданий. Она также сообщает о прошлом их семьи, из которого выясняется, что Софи и её брат-близнец Барто в детстве стали жертвами Аушвица, в котором доктор Менгеле проводил над ними чудовищные опыты. В результате одного из таких опытов (суть которого заключалась в попытке изменить цвет глаз) Барто умирает, но… через два дня он возвращается. Только это уже не он. Что-то потустороннее вселилось в него. Софи, понимая, какая опасность грозит всем окружающим, убивает его. Теперь диббук (а это был именно он) одержим жаждой мести, и с тех пор он преследует Софи и её семью.
Именно из-за него умерла мать Кейси, именно он овладел соседским мальчиком Мэтти и убил младенца. Софи предупреждает Кейси о неминуемой опасности и советует обратиться к знакомому раввину, Джозефу Сендаку (Гэри Олдмен), дабы тот провёл обряд экзорцизма. Также она рассказывает Кейси о некой каббалистической «Книге Зеркал» (Сефер ха-марот), с помощью которой должен быть проведён обряд изгнания.
Подруга Кейси погибает от рук Мэтти, в которого вселился диббук. Приехавшие на помощь Кейси и её парень Марк (Кэм Жиганде) не успевают помочь Роми.
Вместе с найденной книгой Кейси отправляется к раввину. Тот поначалу скептически относится к рассказу Кейси, но после её ухода диббук является к нему в виде той самой зловещей собаки. Уверовав, раввин Сендак соглашается помочь Кейси. Позвав на помощь своего друга, чернокожего епископального священника Артура Уиндама, Марка, а также ещё семерых добровольцев из их с Уиндамом паствы, Сендак проводит обряд. В процессе обряда диббук убивает большинство помощников, пытаясь сорвать обряд. Затем он вселяется в Уиндама и гонится за Кейси и Марком. Ребятам удаётся остановить его, но диббук вселяется в Марка и пытается убить Кейси. Очнувшийся Сендак заканчивает обряд, в результате которого Марк, как вместилище диббука, погибает.
В конце выясняется, что Кейси беременна двойняшками, что является намёком на то, что диббук, возможно, снова попытается прорваться в этот мир, и наконец становится ясно, почему диббук начал действовать именно сейчас.

## В ролях
- Одетт Эннэйбл — Кейси Белдон
- Гэри Олдмен — раввин Джозеф Сендак
- Кэм Жиганде — Марк Хардиган
- Миган Гуд — Роми
- Джейн Александер — Софи Козма
- Идрис Эльба — Артур Уиндам
- Джеймс Ремар — Гордон Белдон
- Карла Гуджино — Джанет Белдон
- Аттикус Шаффер — Мэтти Ньютон
- Итан Каткоски — Барто
- Риз Койро — мистер Шилдз